# Irish flute

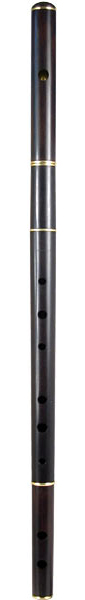
Irish Flute sans clé

L’Irish flute est une flûte traversière en bois couramment utilisée dans la musique irlandaise.
L'Irish flute ou timber flute, est également désignée par le terme généraliste de flûte irlandaise.

## Facture
La flûte traversière aujourd'hui utilisée en musique irlandaise dérive d'un petit nombre de modèles de flûtes anglaises de la première moitié du XIXe siècle. Les plus réputées sont les Rudall & Rose (en particulier les modèles à grands trous construits dans les années 1830-1840). Certains musiciens préfèreront les Pratten perfected développées dans les années 1860 par le flûtiste Robert Sidney Pratten en collaboration avec des facteurs divers : Boosey, Hawkes ou Hudson.
Ces flûtes, généralement en ré, ont pour particularité par rapport à leurs contemporaines du reste de l'Europe, d'avoir des trous plus grands, qui ne permettent pas en général les altérations en fourches. Cette disposition, mise à la mode par le virtuose anglais Charles Nicholson (en) leur donne un son puissant et un peu rauque lorsqu'il est poussé, apprécié dans la technique traditionnelle. Ces flûtes anciennes dans leur immense majorité, possèdent 8 clefs pour jouer les altérations et descendre au do grave.
Pour réaliser les 5 altérations (ré#, fa, sol#, la#, do) une flûte à système simple doit en effet disposer d'au moins 4 clefs (le do étant accessible par un doigté de fourche). Pour des questions de commodité de doigté, certaines clés sont doublées, ce qui peut porter à 6 ou 7 le nombre de clés. De plus, elles peuvent disposer d'une patte d'ut portant des clefs supplémentaires permettant de descendre en dessous du ré, jusqu'au si grave pour les modèles anglais les plus évolués, leur nombre pouvant ainsi atteindre 9.
Ce modèle de flûte est celui utilisé en Europe au début du XIXe siècle après le traverso à une clé de l'époque baroque et du début du classicisme et avant la généralisation au cours de la deuxième moitié du XIXe siècle de la flûte actuelle inventée par Boehm. C'était la flûte connue par les compositeurs du début de l'époque romantique : Beethoven, Schubert, Berlioz au début de sa carrière…
Le bois employé est généralement le cocuswood, ou ébène de la Jamaïque (Brya ebenus), mais on trouve également des exemplaires en ébène africain ou en buis. Les clés sont le plus souvent en argent, rarement en maillechort pour les modèles bas de gamme.
Parmi les facteurs actuels produisant des flûtes irlandaises particulièrement réputées on pourra citer : Chris Wilkes, Sam Murray, Patrick Olwell, Michael Cronnolly et Hammy Hamilton.

## Jeu
Les musiciens d'aujourd'hui jouent en général sur des instruments anciens ou sur des copies de ces instruments, avec ou sans clefs. Comme la flûte sans clef donne naturellement une gamme de ré majeur et, avec une altération simple pour le do bécarre, de sol majeur, elle a accès à la majorité des modes couramment employés en musique de danse irlandaise. Les clés des flûtes anciennes ne sont donc pas indispensables, et certains musiciens, tels Seamus Tansey, ont été jusqu'à démonter les clés et boucher les trous correspondants sur leur Rudall & Rose. Les doigtés sont très similaires à ceux du tin whistle ou du fifre, et les joueurs d'Irish flute commencent généralement par apprendre l'un de ces instruments.
Parmi les joueurs d'Irish flute connus, on peut citer Matt Molloy (The Chieftains, The Bothy Band), Michael McGoldrick, Kevin Crawford (Lunasa), Paul McGrattan ou encore Jean-Michel Veillon, Sylvain Barou, Calum Stewart.